# Meteorus wittei
Meteorus wittei är en stekelart som beskrevs av De Saeger 1946. Meteorus wittei ingår i släktet Meteorus och familjen bracksteklar. Utöver nominatformen finns också underarten M. w. subter.